# Archipel de Sulu
Pour les articles homonymes, voir Sulu.
L’archipel de Sulu est un ensemble d'îlots coralliens et de bancs de sable des mers de Sulu et de Célèbes situé au sud-ouest des Philippines. Il s'étire sur 450 kilomètres, entre  Bornéo au sud-ouest et Mindanao  au nord-est. Les îles de Sulu font partie de la région de Bangsamoro dont une partie se trouve sur l'île de Mindanao. L'archipel est composé des provinces de Basilan, Sulu et Tawi-Tawi; par conséquent, l’archipel est parfois appelé Basulta, dérivé des premières syllabes des trois provinces.

## Géographie
L'archipel est divisé en plusieurs groupes d'îles :
- groupe de Basilan
- groupe de Jolo
- groupe de Keenapusan
- groupe de Laparan
- groupe de Pangutaran
- groupe de Tapul
- groupe de Tawi-Tawi
- groupe de Sibutu

## Population
La population dominante de l'archipel des Sulu est les Tausūg, dont une partie est musulmane et l'autre chrétienne. Ils furent la première population des Philippines à se convertir à l'islam. Leur structure politique traditionnelle est le sultanat. Le sultan est l'autorité suprême. Son successeur est élu par un conseil, bien qu'une succession patrilinéaire soit l'idéal.
Les Tausug sont appelés "peuple du courant", ce qui reflète leurs liens étroits avec la mer. Ils ont une réputation d'hommes braves, indépendants et amoureux de l'aventure, aussi bien que de commerçants avisés et d'excellents marins et soldats. Les Tausug sont aussi très artistes. Leur vêtement traditionnel, leurs bijoux, leurs armes, leurs parures de cuivre, leur musique, leurs danses et leur architecture témoignent de leur riche héritage culturel. L'artisanat de Sulu montre des influences musulmanes et indonésiennes. D'habiles artisans construisent des bateaux, des lames, des articles de bronze et de cuivre, des habits, des textiles brodés, des objets en coquillage, des gravures sur bois traditionnelles.
On trouve une petite communauté de Tausug (12 000 personnes) sur la côte nord-est de la province indonésienne de Kalimantan oriental.
La langue tausug appartient au groupe dit "méso-philippin" de la branche malayo-polynésienne des langues austronésiennes.

## Le sultanat de Sulu
Sulu est toujours le siège d'un sultanat. Autrefois, il était suzerain de l'actuel Sabah en Malaisie. La maison royale est reconnue par la majorité des musulmans de l'archipel de Sulu. Bien qu'il ne soit pas une entité reconnue internationalement comme celui de Brunei, le sultanat jouit d'une autonomie, d'un pouvoir et d'une influence importants. Il est respecté aux Philippines, en particulier au sein de l'importante population musulmane (environ 5 % des Philippins) du pays. Le siège du sultanat est l'Astana Putih, le “Palais Blanc” en langue tausug, situé à 2 kilomètres au sud-ouest de Jolo, la capitale provinciale sur l'île de Jolo.

## Histoire
Bien avant que Miguel López de Legazpi n'occupe Cebu, des marchands étrangers fréquentaient les eaux de Sulu. Alors que Manille n'était encore qu'un petit établissement, Jolo était déjà une ville, la plus importante des Philippines, et son commerce avec les marchands chinois était florissant. L'archipel de Sulu se trouve en effet sur une route maritime qui va de la Chine aux Moluques.
Il y a près de Jolo, la capitale de Sulu, une pierre tombale musulmane datée de l'an 710 de l'Hégire, soit 1310 apr. J.-C. qui marque la sépulture d'un certain Tuhan (« seigneur ») Maqbalu.
Selon la tradition, l'islam serait arrivé au XIVe siècle par trois hommes : Makdum, Raja Baginda et Abu Bakar. La principauté de Sulu prend alors son essor sous son premier souverain, Raja Baginda. Son successeur est Abu Bakar, qui impose l'islam et introduit des réformes. 
La présence à Sulu de forces étrangères mène à de nombreux conflits qui finissent par causer la chute du premier État organisé de l'histoire des Philippines. À partir du XVIe siècle et pendant trois siècles, les gens de Sulu doivent combattre tous les étrangers qui tenteront de les dominer. 
Le premier conflit armé des gens de Sulu est contre les Espagnols en 1578, lorsque Esteban de Figueroa mène une expédition contre les musulmans. Les "Moros", comme les appellent les Espagnols, répliquent en pillant les villes côtières des Visayas et Luzon, contrôlées par les Espagnols. 
Le gouvernement espagnol enverra au moins cinq expéditions punitives contre Jolo. Avec la 4e, menée par le gouverneur-général Corcuera en 1638, se traduit par la première occupation espagnole de Jolo. Le combat, qui durera trois mois et demi, force les gens de Sulu à fuir leur capitale. Corcuera occupe la ville, reconstruit ses fortifications et laisse une garnison. En 1646, cette garnison est rappelée à Manille et Sulu est abandonnée.
En 1703 (1658 d'après d'autres sources), en signe de reconnaissance pour l'aide que lui avait apportée Sulu pour combattre une rébellion, le sultan de Brunei donne au sultanat de Sulu un territoire dans le nord de Bornéo, qui constitue l'actuel État de Sabah en Malaisie (cet épisode historique sera invoqué par les Philippines dans leurs revendications sur le Sabah lors de la confrontation Indonésie-Malaisie de 1962 à 1966). La même année, Sulu donne l'île de Palawan au sultan Qudarat de Maguindanao, qui avait épousé une princesse de Sulu. Maguindanao forme une alliance avec Sulu. Qudarat cèdera finalement Palawan aux Espagnols en 1705.
Au début du XIXe siècle, les guerres napoléoniennes entraînent une récession de l'activité des Européens en Asie du Sud-Est. Elle permet aux marchands musulmans, Malais du détroit de Malacca et des côtes de Bornéo et habitants de Sulu et de Mindanao, de développer de nouveau un commerce actif. Avec la fin des guerres napoléoniennes, les Européens retrouvent leurs ambitions dans la région. L'antagonisme est inévitable avec le commerce musulman. Cette période a donné naissance à l'image du "pirate malais" dont les romans de Joseph Conrad (1857-1924) se feront encore l'écho à la fin du XIXe siècle.
Dans les années 1840, l'intérêt des puissances coloniales pour Sulu s'accroît. En 1842, l'Américain Charles Wilkes signe un traité de paix et un accord commercial avec le sultan. En 1845, la France occupe l'île de Basilan puis retire ses troupes. Le gouvernement colonial espagnol occupe Jolo en 1851 et y construit un rempart. Le sultan se réfugie sur une autre île de l'archipel et mène la résistance. En 1877, il donne ses possessions de Bornéo en bail à la British North Borneo Chartered Company. Finalement, le sultan de Sulu accepte de devenir vassal de l'Espagne en 1878. 
Durant la guerre entre l'Espagne et les États-Unis, ces derniers conquièrent les Philippines. L'Espagne évacue Sulu en 1899 en rendant la direction des affaires aux gens de Sulu. La résistance se poursuit contre les Américains à Sulu et dans l'île voisine de Mindanao. Finalement en 1915, le sultan de Sulu accepte la souveraineté américaine. Le sultanat est annexé aux Philippines comme "province de Sulu".
Le sultanat est aboli en 1940. Les Japonais attaquent et occupent les Philippines en 1941. Les Américains débarquent sur l'archipel de Sulu et libèrent ces îles en 1945 à l'occasion de la bataille de Mindanao dans la phase finale de la campagne des Philippines. Ils accordent l'indépendance aux Philippines en 1946.